# 細胞呼吸

好気呼吸の概略図

細胞呼吸（さいぼうこきゅう、英語: Cellular respiration）または細胞の呼吸、内呼吸（ないこきゅう）は、生物における呼吸の一過程で、酸素や栄養素からアデノシン三リン酸(ATP)として化学エネルギーを取り出し、老廃物を排出する生物の各細胞で起こる一連の代謝反応である。また人間などが肺などで行う呼吸（外呼吸）とは区別されるが、以下、呼吸と称する。呼吸に関わる反応は異化反応であり、酸素のような高エネルギーの結合を解離させて生成物の安定な結合に置き換え、エネルギーに変える。細胞呼吸は一連の生化学的な反応から成っており、細胞からの化学エネルギーの放出によって細胞の活動を促進する体内における重要な反応の1つとなっている。細胞呼吸は燃焼反応の1つであるが、エネルギーがゆっくりと放出されるために生体内の他の燃焼反応とは明確に異なる反応となっている。動植物細胞の呼吸では、大部分を酸素分子を酸化剤とした反応が起こり、化学エネルギーを生産している。また、糖やアミノ酸、脂肪酸などの栄養素からも化学エネルギーが生産される。細胞が使用するエネルギーはリン酸基とATP分子の他の部分との結合が切れて、より安定なアデノシン二リン酸(ADP)が形成されることで放出される。放出されたエネルギーは生合成、運動、細胞膜を介した分子輸送などに使われる。狭義には好気呼吸（こうきこきゅう）、酸素呼吸（さんそこきゅう）など酸素を用いる呼吸となる。広義には酸素を用いない嫌気呼吸を含め、細胞の行う異化代謝系すべてを指すが、狭義に用いられる場合が多い。

## 好気性生物の誕生
酸素は地球誕生時の大気には今より少ない濃度しか存在していなかった。しかし、植物のような光合成を行うものが出現したことで大気には徐々に酸素が蓄積された。
本来、酸素は強い酸化力をもった毒性の強い気体である。しかし、一部の生物は酸素を利用した酸化過程を通じて大きなエネルギーを利用できるようになった。現在、酸素を利用した代謝のできる生物は細胞内のミトコンドリアにより炭水化物を酸化し、最終産物として二酸化炭素 (CO2) と水を排出する。青酸（シアン化水素酸）はミトコンドリアの電子伝達系を阻害するため、好気的な生物にとって猛毒である。

## 細胞呼吸の代謝系
呼吸代謝には大きく分けて以下の3つの代謝が関わる。糖類はこれらの代謝系によって二酸化炭素 (CO2) および水にまで分解され、その過程で「ATP」が生産される。
解糖系
細胞質基質で行われる酸素を使わない糖の酸化過程。
クエン酸回路
ピルビン酸などから変換されたアセチルCoAを二酸化炭素に分解する酸化過程。真核生物ではミトコンドリア基質で、原核生物では細胞膜近辺で行われる。
酸化的リン酸化
NADHなどの水素受容体を酸化し、酸素に電子を伝えて水を生成する過程を電子伝達系と呼ぶ（光合成の電子伝達系と区別するため、呼吸鎖とも呼ばれる）。それと共役してATP合成酵素によりATPが生成する。真核生物ではミトコンドリア内膜で、原核生物では細胞膜で行われる。高校の生物では「酸化的リン酸化」という言葉を用いず、呼吸鎖とATP合成酵素反応全体を含めて「電子伝達系」と呼ぶ。
なお、脂肪酸などの有機酸の酸化においては、解糖系の代わりにβ酸化（大部分の反応がミトコンドリア基質で行われる）がかかわる。
細胞呼吸

## 細胞呼吸によるATP生成量
以下にグルコース1分子を代表として、ミトコンドリアを有する真核生物の細胞呼吸における物質の収支を示す（高エネルギーリン酸結合形成における脱水と、NADHを除くpHバランスに伴うプロトンの収支は省略）。
解糖系（10段階の酵素反応より成る）
グルコース {\displaystyle {\ce {(C6H12O6) + 2NAD+ + 2ADP + 2Pi -> 2}}} ピルビン酸 {\displaystyle {\ce {(C3H4O3) + 2NADH + 2ATP + 2H+}}}
ピルビン酸から乳酸・エタノールへと発酵する過程も解糖系に含むのが普通である。
クエン酸回路
ピルビン酸脱炭酸反応
2 ピルビン酸 {\displaystyle {\ce {(C3H4O3) + 2NAD+ + 2HSCoA -> 2}}} アセチル{\displaystyle {\ce {CoA (CH3COSCoA) + 2CO2 + 2NADH + 2H+}}}
解糖系とクエン酸回路を結ぶ反応で、しばしばクエン酸回路にも解糖系にも分類される。
狭義のクエン酸回路 (10段階の酵素反応より成る)
2 アセチル{\displaystyle {\ce {CoA (CH3COSCoA) + 6NAD+ + 2FAD + 2GTP + 2Pi + 6H2O -> 4CO2 {+}6NADH + 6H+ + 2FADH2 + 2GTP + 2HSCoA}}}
スクシニルCoA合成酵素を通じてGTPからは当量のATPが合成される。
酸化的リン酸化
電子伝達系（4種類の呼吸鎖複合体による3段階の酸化還元反応が関与する）
{\displaystyle {\ce {10NADH + 10H+ {+}2FADH2 + 6O2 -> 10NAD+ + 2FAD + 12H2O}}}
ATP合成酵素によるATP合成反応
（10 NADH由来）: {\displaystyle {\ce {30ADP + 30Pi -> 30ATP}}}
（2 FADH2由来）: {\displaystyle {\ce {4ADP + 4Pi -> 4ATP}}}
NADHからは約3当量、FADH2からは約2当量のATPが合成されるとされてきた。
以上の反応をすべてまとめると
グルコース {\displaystyle {\ce {(C6H12O6) + 6O2 + 38ADP + 38Pi -> 6CO2 + 6H2O + 38ATP}}}
この式は高校生物で学習する呼吸の収支式と呼ばれる。酵素による約25の反応がこの代謝には関わっており、グルコースの持つエネルギーの有効利用に役立っている。グルコースの酸化反応(C6H12O6+ 6O2 (g) → 6CO2 (g) + 6H2O (l))における標準反応ギブズ自由エネルギー(ΔG´°)は–2873.4 kJ/molであるのに対し、ATPの加水分解反応(ATP + H2O → ADP + Pi, pMg = 3)ではΔG´° = –31.56 kJ/molであり、38 ATPの生成により約41.7%の効率でグルコースの自由エネルギーを変換していることになる。
ただし、近年の測定結果や理論面からは、グルコース1分子から38当量のATPが合成されるとする解釈は支持されていない。以下問題点を列挙すると：
- 心筋や肝臓などの細胞では、解糖系で合成されたNADHはリンゴ酸アスパラギン酸シャトル（Glu/Aspシャトル）を通じてミトコンドリア内での当量のNADH合成に利用されるが、通常の細胞では、NADHはグリセロリン酸シャトル（αGPシャトル）を通じてミトコンドリア内での当量のFADH2合成に利用される。そのため最終的に合成されるATPが2当量少なくなる。
- 従来は電子伝達系においてNADH や FADH2などの水素供与体が電子を酸素に渡す過程でATPが合成されると考えられたが、今日では電子伝達による膜外へのプロトンの放出と、プロトン濃度勾配により生まれた膜電位を駆動力とするATP合成が別個のシステムで行われることが判明し、P/O比（合成されたリンと消費した酸素のモル比）は整数である必要がなくなった。真核生物においてはNADHの酸化からは10当量のプロトンが、FADH2の酸化からは6当量のプロトンがミトコンドリア基質からミトコンドリア膜間腔へ放出される。
- ミトコンドリア内で合成されたATPを細胞質基質へ輸送する段階で当量のプロトンのミトコンドリア基質内への流入が起こり、ATP合成のためのプロトンの消失に繋がる。同様にGlu/AspシャトルによるNADHの生成においても当量のプロトンがミトコンドリア基質内へ流入する。
- ATP合成酵素においては3当量のプロトンの流入でATP合成酵素が1回転し、ATPが1分子合成されると考えられている。さらにミトコンドリア内で合成したATPを細胞内へ輸送する際に1当量のプロトンを消費するため、細胞質基質で消費するためのATPの合成に必要なプロトンの当量（H+/ATP比）は4となる。理論上のP/O 合成比は、NADHで2.5 (= 10/4)、FADH2で1.5 (= 6/4)となり、グルコース1分子当たり31または29.5分子のATPが合成されることになる（Glu/AspシャトルやGTP由来のATP輸送によるプロトン消費（共に2 H+、0.5 ATP相当の消失）を無視すると32または30分子）。[6] 最近の生化学の教科書ではこちらの説を解説するようになってきている。
- ごく最近になって、1個のプロトンの流入でATP合成酵素が1/3回転ではなく、3/10回転することが構造の詳細な解析から示されており、[7] H+/ATP比も整数ではない(H+/ATP 比 = 4.33 (= 13/3 = 10/3 + 1))と指摘されている。この場合は理論上のP/O 合成比が、NADHで約2.31 (= 10/(13/3))、FADH2で約1.38 (= 6/(13/3))となり、グルコース当たり約28.92または約27.54当量のATPが合成される。[8] なおグルコースに対して28.92, 27.54当量のATPが生成したとすると標準状態における自由エネルギー変換効率は31.8%, 30.2%と計算されるが、実際の生体反応では反応基質の濃度調整により最大で60%前後のエネルギー変換効率が生み出されていると推定されている。

以下の表に哺乳動物におけるグルコース (C6H12O6)、貯蔵多糖の代表としてモノマー当たりのグリコーゲン ((C6H10O5)n)、代表的な脂肪酸としてパルミチン酸 (C15H3COOH) から合成されるATPの理論上の最大当量を、古典的解釈や最新の理論に基づく値としてそれぞれまとめる。
| 反応                                                                                               | シャトル | 細胞質基質内 （解糖系）             | ミトコンドリア基質内 （クエン酸回路・β酸化）            | 膜間腔内へ放出 されたプロトン量 | 1分子、モノマー当たりの理論上のATP合成最大量 | 1分子、モノマー当たりの理論上のATP合成最大量 | 1分子、モノマー当たりの理論上のATP合成最大量 |
| 反応                                                                                               | シャトル | 細胞質基質内 （解糖系）             | ミトコンドリア基質内 （クエン酸回路・β酸化）            | 膜間腔内へ放出 されたプロトン量 | 古典的解釈                                   | H+/ATP比 = 4                                 | H+/ATP比 = 13/3                              |
| -------------------------------------------------------------------------------------------------- | -------- | ----------------------------------- | ------------------------------------------------------- | ------------------------------- | -------------------------------------------- | -------------------------------------------- | -------------------------------------------- |
| {\displaystyle {\ce {C6H12O6 + 6O2}}}{\displaystyle {\ce {\ -> 6CO2 + 6H2O}}}                      | Glu/Asp  | 2 NADH + 2 ATP                      | 8 NADH + 2 FADH2 + 2 GTP                                | 112 (10×10+2×6)                 | 38 (10×3+2×2+4)                              | 31 ((112–4))/4+4)                            | 28.92 ((112–4)/(13/3)+4)                     |
| {\displaystyle {\ce {C6H12O6 + 6O2}}}{\displaystyle {\ce {\ -> 6CO2 + 6H2O}}}                      | αGP      | 2 NADH + 2 ATP                      | 8 NADH + 2 FADH2 + 2 GTP                                | 104 (8×10+4×6)                  | 36 (8×3+4×2+4)                               | 29.5 ((104–2)/4+4)                           | 27.54 ((104–2)/(13/3)+4)                     |
| {\displaystyle {\ce {{(C6H10O5)_{n}}+6O2->}}}{\displaystyle {\ce {{(C6H10O5)_{n-1}}+{6CO2}+5H2O}}} | Glu/Asp  | 2 NADH + 3 ATP                      | 8 NADH + 2 FADH2 + 2 GTP                                | 112 (10×10+2×6)                 | 39 (10×3+2×2+5)                              | 32 ((112–4)/4+5)                             | 29.92 ((112–4)/(13/3)+5)                     |
| {\displaystyle {\ce {{(C6H10O5)_{n}}+6O2->}}}{\displaystyle {\ce {{(C6H10O5)_{n-1}}+{6CO2}+5H2O}}} | αGP      | 2 NADH + 3 ATP                      | 8 NADH + 2 FADH2 + 2 GTP                                | 104 (8×10+4×6)                  | 37 (8×3+4×2+5)                               | 30.5 ((104–2)/4+5)                           | 28.54 ((104–2)/(13/3)+5)                     |
| {\displaystyle {\ce {C15H31COOH + 23O2}}}{\displaystyle {\ce {\ -> 16CO2 + 16H2O}}}                |          | – ATP (2 ATP 相当, ATP → AMP + PPi) | 31 NADH + 15 FADH2 + 8 GTP (7 NADH + 7 FADH2 + 8 AcCoA) | 400 (31×10+15×6)                | 129 (31×3+5×2+6)                             | 104 ((400–8)/4+6)                            | 96.46 ((400–8)/(13/3)+6)                     |